# Atractomorpha similis
Atractomorpha similis is een rechtvleugelig insect uit de familie Pyrgomorphidae. De wetenschappelijke naam van deze soort is voor het eerst geldig gepubliceerd in 1884 door Bolívar.